# Fourches
Fourches é uma comuna francesa na região administrativa da Normandia, no departamento Calvados. Estende-se por uma área de 4,74 km². Em 2010 a comuna tinha 234 habitantes (densidade: 49,4 hab./km²).